# Leiomela
Leiomela es un género de musgos hepáticas de la familia Bartramiaceae. Comprende 26 especies descritas y de estas, solo 16 aceptadas.

## Taxonomía
El género fue descrito por (Mitt.) Broth. y publicado en Die Natürlichen Pflanzenfamilien 1(3): 634. 1904.

## Especies aceptadas
A continuación se brinda un listado de las especies del género Leiomela aceptadas hasta diciembre de 2014, ordenadas alfabéticamente. Para cada una se indica el nombre binomial seguido del autor, abreviado según las convenciones y usos.	
- Leiomela aristifolia (A. Jaeger) Wijk & Margad.
- Leiomela bartramioides (Hook.) Paris
- Leiomela brachyphylla (Müll. Hal.) Broth.
- Leiomela capillaris (Hampe) Paris
- Leiomela deciduifolia Herzog
- Leiomela ecuadorensis H. Rob.
- Leiomela filifolia Thér.
- Leiomela fuscescens (Ångström) Broth.
- Leiomela javanica (Renauld & Cardot) Broth.
- Leiomela lineata (Müll. Hal.) Broth.
- Leiomela lopezii D.G. Griffin
- Leiomela peruviana R.S. Williams
- Leiomela piligera (Hampe) Broth.
- Leiomela setifolia (Hook. & Arn.) Flowers
- Leiomela stricta P. de la Varde & Thér.
- Leiomela subbrevifolia (Müll. Hal.) Broth.